# Todavía queda mucho por decir
Todavía queda mucho por decir (título original árabe : 'وهناك أشياء كثيرة كان يمكن أن يتحدث عنها المرء ,' alrajul dhu alnael aldhahabii es una película siria, documental, a color,  producida por ARTE France - - Grains de Sable; dirigida y guionada por el director Omar Amiralay, en 1997, y de 49 min de duración.
La película se basó en una entrevista con el dramaturgo sirio Saadallah Wannous (1941–1997) unos meses antes de morir de cáncer, en el que habla sobre el conflicto árabe-israelí, documentando décadas del sueño de la liberación árabe.
Wannous narra sus reflexiones sombrías e implacables, un adiós a una generación para la cual el conflicto árabe-israelí ha sido la fuente de toda desilusión. El dramaturgo relata, con cierto pesar por las oportunidades perdidas que resultaron, cómo la lucha palestina se convirtió en una parte central de la vida intelectual de toda una generación.
En el filme documental, examina los ideales de su juventud a través del retrato de su amigo y compañero Saadallah Wannous. Así, es una autorreflexión franca y crítica, filmada poco antes de la muerte de Wannous mientras luchaba contra el cáncer en el hospital. Amiralay habla sobre las desilusiones de su generación, los sueños destruidos del panarabismo, el conflicto árabe-israelí y las muchas frustraciones políticas. Los debates animados siguieron a esta película, y sigue siendo un testimonio de la postura intransigente de este cineasta; un rasgo a través del cual tuvo una influencia importante en la producción cinematográfica siria y por la cual será extrañado enormemente. Sus palabras, oscilan entre la resignación y la esperanza silenciosa; donde esta película revela una imagen de Siria y de las personas que optar por vivir en el exilio, personal y geográfico.

## Honores

### Premiaciones
- 2006: 1.er Premio al mejor documental en el Festival Internacional de cine de Venecia.